# Baltica
Baltica là thềm lục địa gần phía tây bắc Eurasia. Đôi khi Baltica là một lục địa độc lập. 

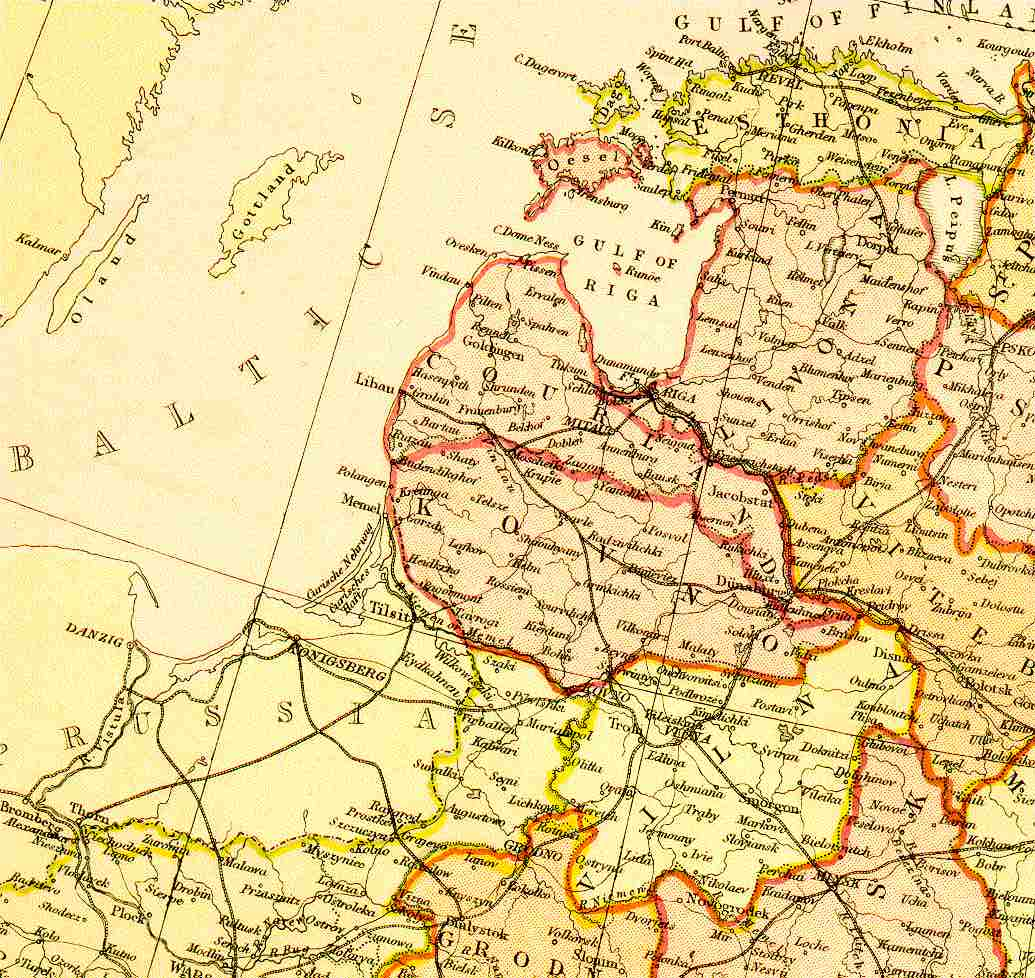
Bản đồ năm 1882

## Một phần lịch sử Baltica theo niên đại
- ~2 tỷ năm trước, Baltica hình thành.
- ~1,8 tỷ năm trước, Baltica là một phần của siêu lục địa lớn Columbia.
- ~1,5 tỷ năm trước, Baltica cùng với Bắc Cực và Đông Nam Cực là một phần của siêu lục địa nhỏ Nena.
- ~1,1 tỷ năm trước, Baltica là một phần của siêu lục địa lớn Rodinia.
- ~750 triệu năm trước, Baltica là một phần của siêu lục địa nhỏ Protolaurasia.
- ~600 triệu năm trước, Baltica là một phần của siêu lục địa lớn Pannotia.
- ~kỷ Cambri, Baltica là một lục địa độc lập.
- ~kỷ Devon (Devonian), Baltica va chạm với Laurentia, tạo thành siêu lục địa nhỏ Euramerica.

Sự trôi dạt của các lục địa

- ~kỷ Permi, mọi lục địa chính va chạm với nhau để tạo thành siêu lục địa lớn Pangaea.
- ~kỷ Juras, Pangaea trôi dạt và tách ra thành 2 siêu lục địa nhỏ: Laurasia và Gondwana. Baltica là một phần của siêu lục địa nhỏ Laurasia.
- ~kỷ Creta, Baltica là một phần của siêu lục địa nhỏ Eurasia.
- ~ngày nay, Baltica là một phần của khối siêu lục địa nhỏ Afro-Eurasia (Phi-Á Âu).
- ~250 triệu năm sau, mọi lục địa sẽ va chạm với nhau để tạo thành siêu lục địa chính Pangaea Ultima, với Baltica là một phần trong đó.
- ~400 triệu năm sau, Pangaea Ultima sẽ tách ra, và hiện nay vẫn chưa rõ cơ chế và điều gì sẽ xảy ra với Baltica khi thời điểm đó đến.